# Bredene Koksijde Classic 2023
La Bredene Koksijde Classic 2023 fou la 12a edició de la Bredene Koksijde Classic. La cursa es disputà el 17 de març de 2023 a la província de Flandes Occidental, Bèlgica, sobre un recorregut de 191,6 km. La cursa formava part del calendari UCI ProSeries 2023 amb una categoria 1.Pro.
El vencedor fou el belga Gerben Thijssen (Intermarché-Circus-Wanty), que s'imposà a l'esprint a Pascal Ackermann (UAE Team Emirates) i Sam Welsford (Team DSM), segon i tercer respectivament.

## Equips
A la cursa prenen part 20 equips: set WorldTeams, deu UCI ProTeams i tres equip continental:
| WorldTeams (7)- Alpecin-Deceuninck - Intermarché-Circus-Wanty - Soudal Quick-Step - Arkéa-Samsic - Team DSM - Trek-Segafredo - UAE Team Emirates ProTeams (10)- Bingoal WB - Human Powered Health - Israel-Premier Tech - Lotto Dstny - Q36.5 Pro Cycling Team - Team Corratec - Team Flanders-Baloise - Team Novo Nordisk - TotalEnergies - Uno-X Pro Cycling Team Equips continentals (3)- Volkerwessels Cycling Team - TDT-Unibet - Tarteletto-Isorex |
| |

## Classificació final
| \| Classificació general \| Classificació general \| Classificació general \| Classificació general \| Classificació general \| \| Corredor \| Corredor \| Equip \| Temps \| \| \| --------------------- \| -------------------------- \| ------------------------ \| --------------------- \| --------------------- \| \| 1r \| Gerben Thijssen \| Intermarché-Circus-Wanty \| 4h 17' 44" \| \| \| 2n \| Pascal Ackermann \| UAE Team Emirates \| + 0" \| \| \| 3r \| Sam Welsford \| Team DSM \| + 0" \| \| \| 4t \| Lionel Taminiaux \| Alpecin-Deceuninck \| + 0" \| \| \| 5è \| Jakub Mareczko \| Alpecin-Deceuninck \| + 0" \| \| \| 6è \| Rüdiger Selig \| Lotto Dstny \| + 0" \| \| \| 7è \| Sebastián Molano Benavides \| UAE Team Emirates \| + 0" \| \| \| 8è \| Sean Flynn \| Team DSM \| + 0" \| \| \| 9è \| Kristoffer Halvorsen \| Uno-X Pro Cycling Team \| + 0" \| \| \| 10è \| Edward Theuns \| Trek-Segafredo \| + 0" \| \| |                            |                          |            |
| |                            |                          |            |
| Fonts: ProCyclingStats Cycling Quotient Cycling Archives |                            |                          |            |
| Classificació general |                            |                          |            |
| Corredor | Corredor                   | Equip                    | Temps      |
| 1r | Gerben Thijssen            | Intermarché-Circus-Wanty | 4h 17' 44" |
| 2n | Pascal Ackermann           | UAE Team Emirates        | + 0"       |
| 3r | Sam Welsford               | Team DSM                 | + 0"       |
| 4t | Lionel Taminiaux           | Alpecin-Deceuninck       | + 0"       |
| 5è | Jakub Mareczko             | Alpecin-Deceuninck       | + 0"       |
| 6è | Rüdiger Selig              | Lotto Dstny              | + 0"       |
| 7è | Sebastián Molano Benavides | UAE Team Emirates        | + 0"       |
| 8è | Sean Flynn                 | Team DSM                 | + 0"       |
| 9è | Kristoffer Halvorsen       | Uno-X Pro Cycling Team   | + 0"       |
| 10è | Edward Theuns              | Trek-Segafredo           | + 0"       |